# Calle del Pez
La calle del Pez es una vía del centro de Madrid (España), en el barrio de Universidad. Desciende desde la Corredera Baja de San Pablo hasta la calle San Bernardo. Entre la leyenda de su nombre y los últimos capítulos de su pasado en el filo de lo castizo y lo underground, algunos cronistas la han querido ver como una de las calles con más sabor del viejo Barrio de Maravillas (que "se convirtió en Malasaña por culpa de la movida madrileña"). Su breve recorrido ha quedado grabado en las páginas del Madrid galdosiano y barojiano, el cine de Alejandro Amenábar y algunas partituras de la música "sísmica" del siglo XX español. Durante el Sexenio Revolucionario, la calle del Pez llevó el nombre de Domingo Moriones y Murillo, Capitán General de Filipinas y destacado militar en las guerras carlistas por el bando liberal.

## Historia

### Presentación de Mesonero
"La calle del Pez tampoco nos ofrece más que algunos caserones antiguos, como el número 24, conocida también por la casa del Pez, por el que tenía esculpido en su fachada, no sabemos con qué motivo. La número 18, del Marqués de Villariezo, acaba de ser derribada, habiendo desaparecido también hace pocos años la mezquina fuente que a su salida a la Ancha de San Bernardo llevaba el nombre del Cura, por haberla costeado el párroco de Colmenar".
Ramón de Mesonero Romanos

Así de escueta es la descripción que en 1861 hacía el padre de los cronistas de la Villa de Madrid en sus Paseos histórico-anecdóticos por las calles y casas de esta villa. En el capítulo de la cartografía antigua se puede añadir que ya aparece en el plano de Teixeira (1656), si bien entonces figuran diferenciados dos tramos con distinto nombre, el del Pez, desde su inicio en la Corredera hasta la intersección con la calle de las Pozas, y con el rótulo de calle de la Fuente del Cura desde Pozas hasta la "calle ancha de San Bernardo".
Según la información históricas con velo de leyenda recopilada por otro cronista de confianza, Pedro de Répide, tal nombre (de fuente del Cura) le venía de la legendaria existencia de una finca con cinco pozas y un estanque con su fuente de aguas finas. El relato popular anota que el día de San Juan ordenaba su propietario, el cura Henríquez ("eclesiástico de notable cuna"), que se abrieran los jardines al público para que pudieran disfrutar todos del juego de surtidores que adornaba la fontana, y en cuya taza se apoyaría su dueño, ya anciano, para dar el último suspiro, si ha de creerse a los criados que allí lo encontraron muerto. Llegado a Madrid Felipe II para instalar su corte, compró el ayuntamiento la finca del cura con intención de construir casas pero manteniendo una fuente en el lugar, con distinta obra pero las mismas aguas finas (y que al parecer eran las mismas de la fuente que aun en el inicio del siglo xx había en la vecina travesía de la Cruz Verde.

### La leyenda del Pez

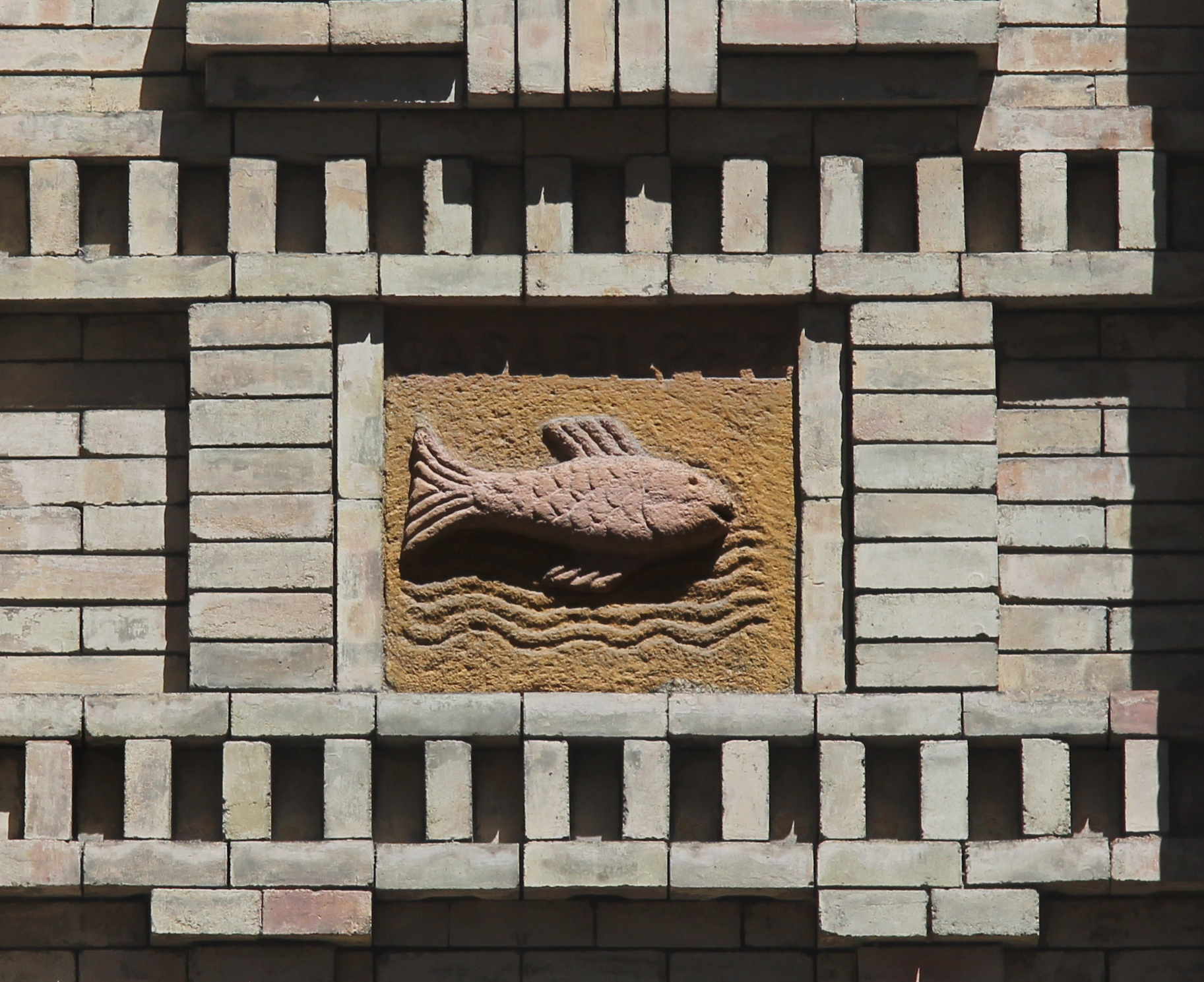
Pez de piedra en el chaflán del n.º 20 de esta calle.

El estanque del cura Henríquez quedó dentro del terreno comprado por un tal Juan Coronel para levantar allí su casa, pero sus aguas se fueron mermando durante las obras y los peces que en ellas nadaban fueron muriendo. El último de ellos murió en las manos de Blanca Coronel, hija del tal Juan, aún después de que lo rescatase del limo y lo guardara un tiempo en una pecera de vidrio. Para consolar a la muchacha, su padre ordenó labrar un pez de piedra en el chaflán del edificio (haciendo esquina entre Pez y Marqués de Santa Ana) y un cartel con la leyenda Calle del Pez. A pesar de ello, Blanca Coronel se hizo monja en el convento de San Plácido, viéndose luego implicada en los misteriosos sucesos que ocurrieron en él.

### Exorcismos y acosos
Dos episodios históricos han convertido a San Plácido, fundado en 1624, en uno de los conventos más famosos del Madrid de los Austrias. El primero de ellos relata la posesión diabólica de veinticinco monjas del convento en 1628, entre las que se encontraba, la fundadora Teresa Valle de la Cerda. Tras varios exorcismos escandalosos, la Inquisición dictó la reclusión perpetua en un convento del confesor de la congregación, el benedictino Juan Francisco García Calderón, por supuesta relación con algunas monjas (que quedaron absueltas, al igual que la priora).
El otro episodio está relacionada con el reloj del convento, cuyas campanadas imitan al toque de difuntos. Según se dice, el reloj fue un regalo de Felipe IV como penitencia y desagravio por haber asediado a una joven y bella monja, llamada Margarita, que al parecer fue salvada «in extremis» gracias a la astucia de la priora haciéndola fingir cadáver, montaje que logró espantar al rey y sus rijosos acompañantes.
Demolido en 1903, en 1912 se inició la construcción de un nuevo convento y se restauró la antigua iglesia según proyecto del arquitecto Rafael Martínez Zapatero. En 1943 fue declarado Monumento Nacional.

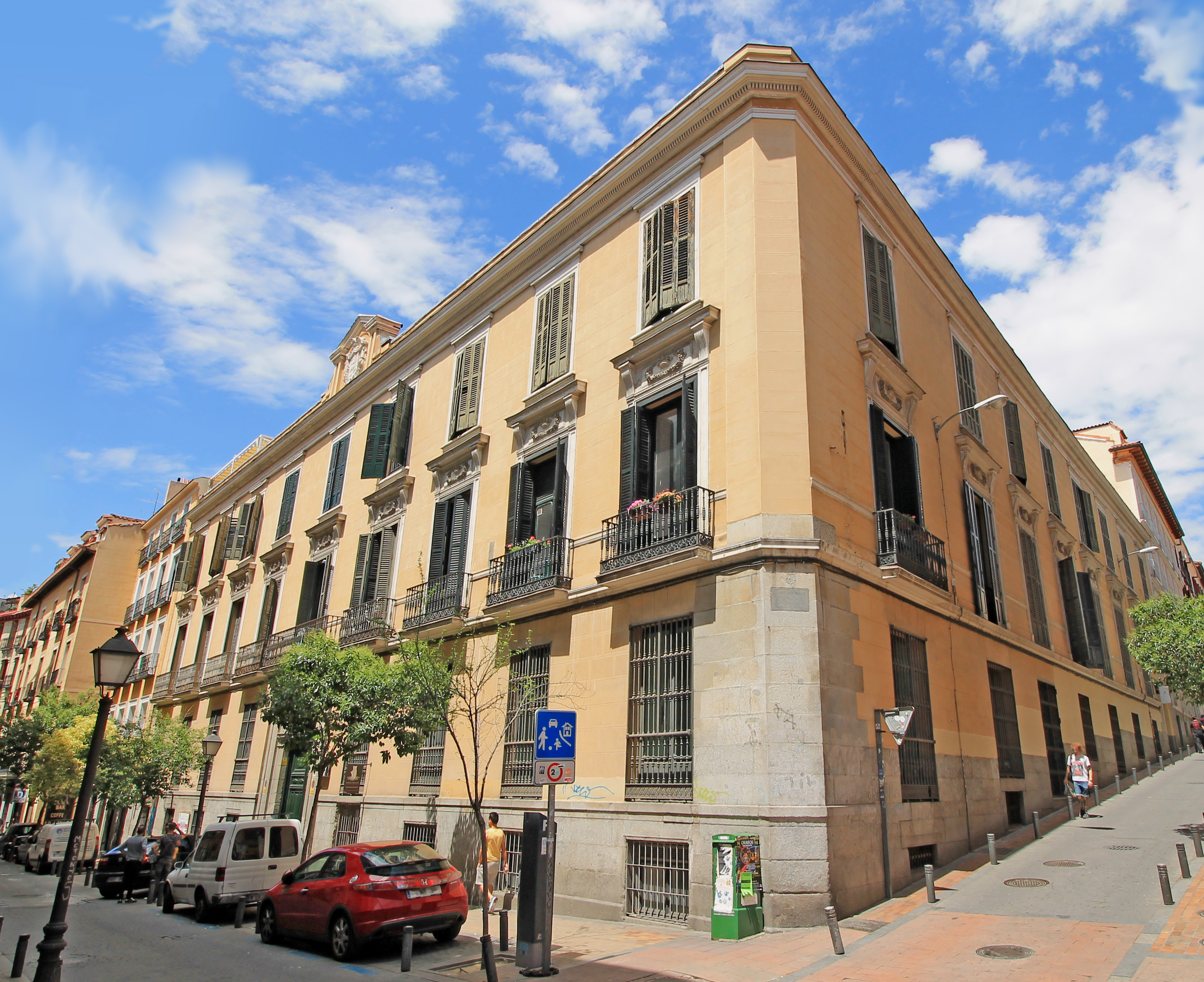
Palacio de Bornos, en el n.º 12.

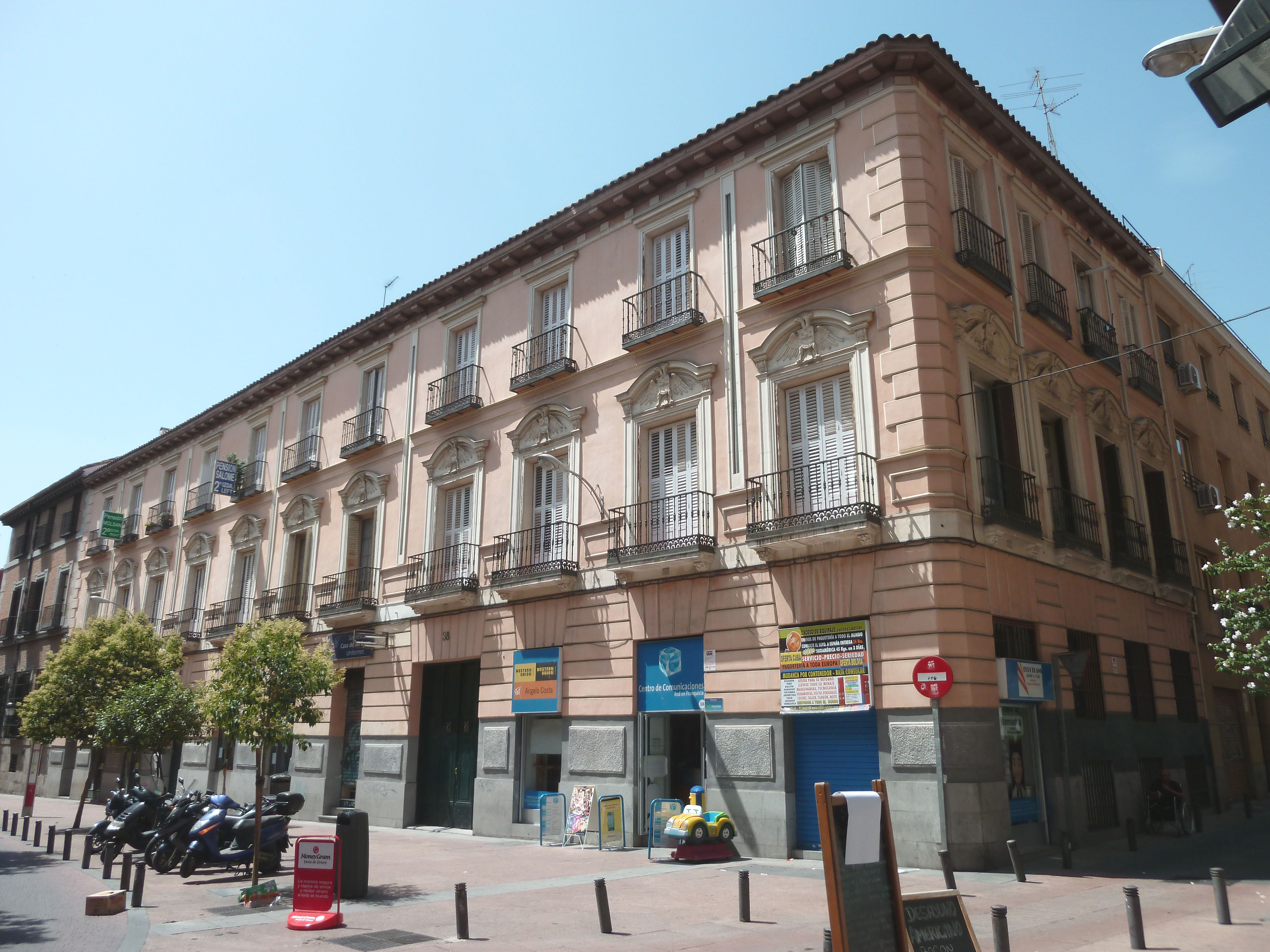
Antiguo Palacio del Duque de Baena, proyectado en 1860 por el arquitecto Wenceslao Gaviña, en el n.º 38-40 de la calle del Pez, esquina a la calle Pozas.

### Palacios
Casi en el inicio de la calle, en el ensanche que forma la del Pez con la calle del Molino de Viento (espacio que a partir de la segunda década del siglo XX tomó el nombre de plaza de Carlos Cambronero, Cronista Mayor y Oficial de la Villa de Madrid), estuvo el caserón que albergó la Institución Real Pestalozziana, cuya creación se atribuye a Manuel Godoy. En esta misma casona tuvieron su redacción algunos periódicos del siglo XIX madrileño, como La Prensa y el diario carlista La Esperanza (publicado entre 1844 y 1874).
En el número 12, haciendo esquina con la calle de la Madera, se conserva la fachada del palacio de Bornos, una muestra de arquitectura isabelina de tradición tardo-neoclásica de mediados del siglo XIX, que a pesar de estar dentro del Plan Especial de Protección de Edificios Históricos fue remozado y convertido en edificio de viviendas en el comienzo de los años 1980. De él señala Répide la relación de la casa condal de Bornos con la historia de Madrid, pues uno de sus linajudos miembros, Gracián Ramírez fue el dueño de la castiza pradera de san Isidro y uno de los madrileños favorecidos por los legendarios milagros de la Virgen de Atocha.
Otro romántico edificio que aun subsiste en el n.º 38-40 de la calle del Pez, esquina a la calle Pozas, es el antiguo palacio del duque de Baena, proyectado en 1860 por el arquitecto Wenceslao Gaviña.
Ya al final de la calle del Pez, haciendo esquina con la calle ancha de San Bernardo, se conserva rehabilitado el palacio de los Bauer, palacete del siglo XVIII, reformado por Arturo Mélida a finales del siglo XIX al ser adquirido por la familia Bauer de banqueros de origen húngaro. Tras ser declarado Monumento Histórico Artístico se instaló en él la Escuela Superior de Canto en 1872.

### Locales de ocio
En el número 10 de esta calle, en la esquina que forman la del Pez con la calle de la Madera, se conserva otro edificio con solera; en él se abrió en 1948 el cine Pez (uno de los muchos modelos de cine castizo y popular de público de barrio e innumerables anécdotas), que en los años 1960 transformaron en el modesto Teatro Alfil Elisa Ramírez y Diego Serrano.
Otro local muy popular fue al inicio del siglo XX, uno de los primeros salones de cinematógrafo de Madrid 'con voz', el coliseo Ena Victoria, instalado en la confluencia con la carrera de San Bernardo y que desapareció tras un incendio en la madrugada del 1 de enero de 1908.
Todavía en el siglo XXI, y entre los numerosos y remodelados bares y restaurantes de la calle, en la esquina de la plaza Carlos Cambronero se encontraba el bar El Palentino, una tasca atemporal ajena a las modas que muchos consideraban como uno de los lugares más representativos de la ciudad y sus gentes, en la que Manu Chao protagonizó un videoclip filmado por Fernando León de Aranoa, y que inspiró a Álex de la Iglesia su película El bar. Tras la muerte de su camarero y dueño, Casto Herrezuelo, en marzo de 2018, cerró sus puertas.

### Los Modlin
La concesión en 2013 del premio Goya al documental Una historia para los Modlin de Sergio Oksman, le ha dado un carisma legendario al portal número 3 de esta calle del Pez del edificio que hace esquina con la calle de San Roque. En uno de sus pisos altos transcurrió entre el inicio de la década de 1970 y 2003 la vida de los Modlin, una familia estadounidense afincada en España huyendo de la guerra de Vietnam.

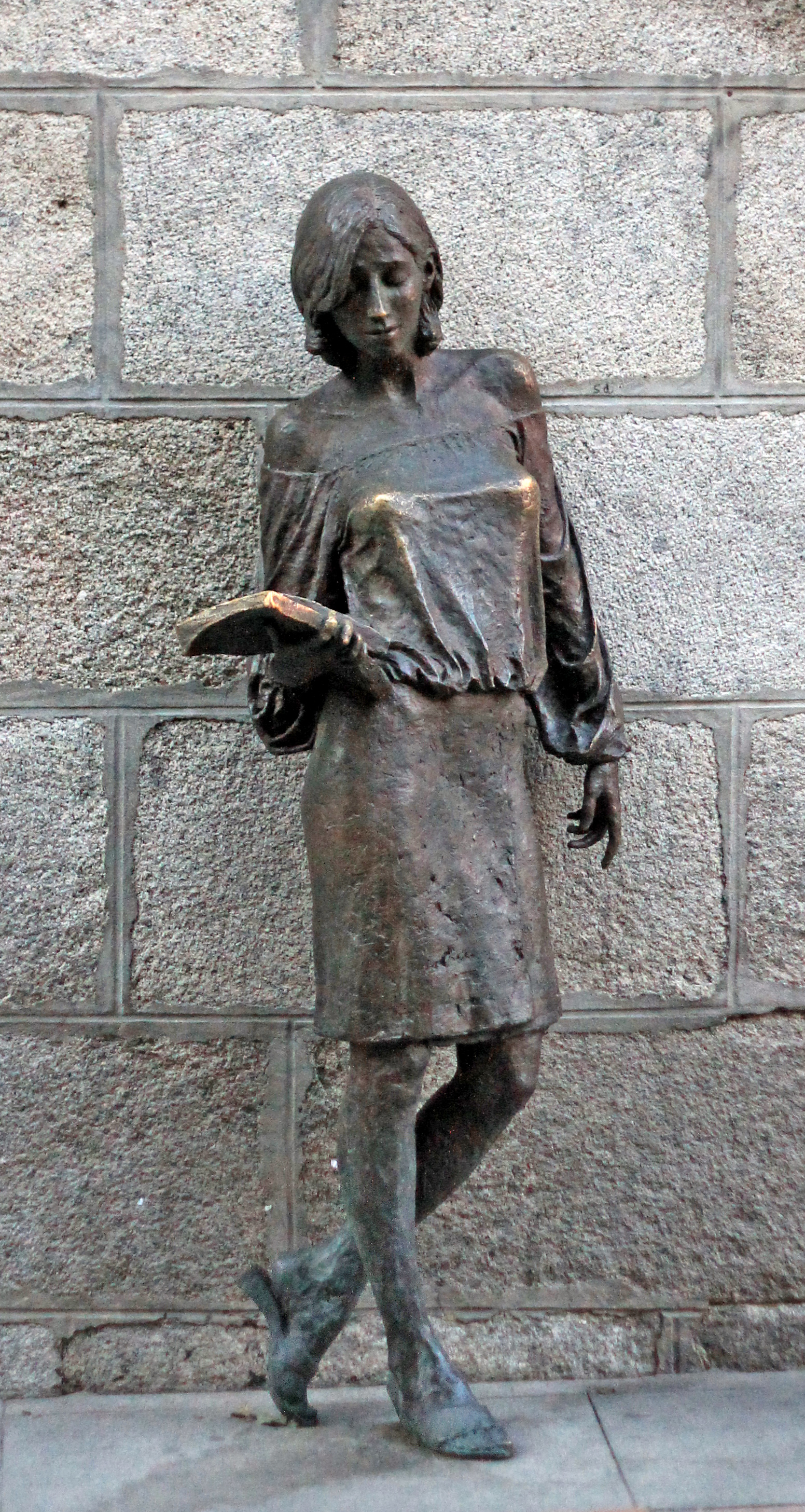
Tras Julia, estatua de Antonio Santín (2003). Homenaje a la antigua Universidad de Madrid en el n.º 42, junto a la fachada del Palacio Bauer.

## En la cultura
El escritor gallego Gonzalo Torrente Ballester, en su divertimento histórico Crónica del rey pasmado, hace una dantesca presentación de la calle, en estos términos:

“Lo que se pudo comprobar por quien quisiera hacerlo fue lo de la calle Pez: en efecto, había un socavón que atravesaba la calle en línea quebrada, de sur a norte; en un principio, al parecer, salían de la grieta (de la sima según los primeros testigos, desconocidos) gases sulfurosos, por lo que todo el mundo pensó, y con razón, que en el fondo de la grieta empezaba el infierno...”
Crónica del rey pasmado. 

La calle del Pez también ha estado presente en la cultura underground madrileña a través de músicos como Siniestro Total o Manu Chao (Me llaman calle), o realizadores de cine como Alejandro Amenábar, que en 1997 la usó en el rodaje de Abre los ojos, y Fernando León de Aranoa que rodó allí algunas escenas de Princesas.
En esta vertiente podrían incluirse también las actividades del colectivo Patio Maravillas instalado en el número 21 en 2010, procedente de la casa ocupada en la calle del Acuerdo. Fue desalojado por la policía en junio de 2015.